# Ковбасна мережа (торговельна мережа)
Ковбасна Мережа — українська торговельна мережа продуктових магазинів роздрібної торгівлі ковбасними виробами та молочними продуктами. Заснована у 2010 році в місті Дніпро, та називалась в той час Ковбас Маркет. Має понад 80 торгових точок в Дніпропетровській, Запорізькій, та Донецькій областях.

## Історія
Компанію заснував Дмитро Миколайович Пустовойт у 2010 році в місті Дніпро. В той час вона називалась Ковбас Маркет.

В 2020 році мережа провела свій ребрендинг.Логотип у вигляді бутерброда став ключовим елементом нового бренду. 
А нова палітра кольорів стала краще відображати його цінності та позиціонування. Зелений колір символізує здоров'я та безпеку, рожевий – креативність та інновації, а жовтий – позитив та оптимізм.

В липні 2022 року під Великою Новоселівкою на Донеччині в бою з ворогом загинув генеральний директор мережі Ковбас Маркет Дмитро Миколайович Пустовойт. Він вів активний та здоровий спосіб життя, захоплювався боксом, піднімався на гори Говерлу, Казбек і Пік Меру. Дмитро Миколайович був спонсором іларіонівських юних спортсменів. Разом з дружиною він надавав благодійну допомогу рідній громаді в організації масових заходів.
 
В 2023 році, після зміни власника, компанію було реорганізовано, та перейменовано на Ковбасна Мережа.
 
Станом на 2024 рік Ковбасна Мережа має більше 80 магазинів в Дніпропетровській, Запорізькій, та Донецькій областях.
Магазини продовжують працювати навіть в прифронтових населених пунктах.